# Асія-Барак (Сіяхкаль)
Асія-Барак (перс. اسيابرك) — село в Ірані, у дегестані Дейламан, у бахші Дейламан, шагрестані Сіяхкаль остану Ґілян. За даними перепису 2006 року, його населення становило 31 особу, що проживали у складі 10 сімей.